# Trivale (cartier)

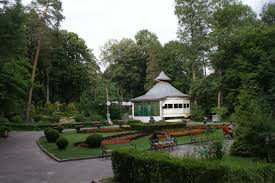
Parcul Trivale

Trivale este un cartier mare situat în vestul Piteștiului, cunoscut în special datorită stadionului municipal. Este un cartier care cuprinde numai blocuri de locuințe. Înainte de 1970, în această zonă existau numai case, dar toate au fost demolate pentru a face loc blocurilor. Cartierul Trivale se învecinează la vest cu comuna Moșoaia, la nord cu Pădurea Trivale, la est cu cartierul Banat și la sud cu cartierul Războieni.
Calea Drăgășani care traversează cartierul de la nord-est la sud-vest constituie ieșirea din oraș către DN67B care duce în Drăgășani. Din acest motiv suferă adesea din cauza traficului aglomerat la orele de vârf.
În ceea ce privește transportul în comun, se poate poate ajunge în Cartierul Trivale utilizând liniile de autobuz nr.8, 5, 5b și 2b.